# ラッシュ・レジェンド
ラッシュ・レジェンド (Lash Legend、1997年5月6日 - ）は、アメリカ合衆国ジョージア州アトランタ出身の女子プロレスラー。NXT所属。本名はアンリエル・ハワード（Anriel Howard）。

## 来歴
ハワードは、2020年12月2日にWWEと契約した。その後、リングネームをラッシュ・レジェンドに変更。12月10日、レジェンドは、デビューを果たし、アマリ・ミラーを破った。
2022年2月、レジェンドとミラーは、チームを組んで女子ダスティ・ローデス・タッグチーム・クラシックに出場した。しかし、第1ラウンドで紫雷イオとケイ・リー・レイに敗れた。レジェンドは、NXT女子ブレイクアウト・トーナメントに参加した。だが、準決勝でロクサーヌ・ペレスに敗れた。ニュー・イヤーズ・エヴィルでレジェンドは、バトルロイヤルに参加したが、敗北。

## 入場曲
- What U Want 現在使用中